# Fort Chabrol (Épernay)
Pour les articles homonymes, voir Fort Chabrol et Chabrol.
Le  fort Chabrol est un laboratoire de recherche d'une maison de Champagne, installée à Épernay.

## Maison de Champagne
L'institut de recherche viticole et œnologique Moët et Chandon dit « fort Chabrol », est voulu par les deux frères Raoul et Gaston Chandon de Briailles. C'est en ce lieu qu'est créée la première école Pratique de Viticulture : fort Chabrol. C'est un lieu où se développait la recherche scientifique : le greffage pour combattre les dégâts du phylloxera et transmettre cette nouvelle technique aux vignerons champenois.
Véritable révolution en Champagne, fort Chabrol devint progressivement le cœur vivant de l’œuvre collective de lutte contre le phylloxera. La reconstitution des vignes de toute la Champagne passait par ce poumon qui rassemblait toutes les énergies des Vignerons et des Maisons. Les chercheurs de l'école, partenaires des vignerons constituent une sorte "d'union sacrée" pour lutter contre l'insecte.
Ces recherches permettent le greffage sur des porte-greffes américains de cépages champenois qui conservaient toutes leurs caractéristiques. Ce sont les recherches de fort Chabrol qui permirent de replanter 115 hectares de vignes de 1898 à 1911, et 211 hectares de 1911 à 1925. 
C'est un lieu qui est inscrit aux monuments historiques depuis 2012.

## Architecture
Principalement en brique, le pavillon de la serre est de verre et métal.